# Macaia
Macaia o maccaja  è una parola della lingua ligure, di probabile origine araba. Indica una particolare condizione meteorologica che si verifica nel golfo di Genova, quando spira vento di scirocco (un vento caldo proveniente da sud-est), il cielo è coperto e il tasso di umidità è elevato.

## Significato
D'inverno questo fenomeno può creare uno sbalzo termico con la Pianura padana anche di +15°, rendendo in taluni casi e a determinate condizioni eoliche e igrometriche quella di Genova la zona in quel momento più mite d'Italia (ad esempio la sera del 18 gennaio 2012). Tuttavia in primavera, quando una massa di aria calda passa sopra il mar Ligure ancora freddo, può causare giornate con cielo coperto, fredde e uggiose, con temperature più basse di quelle che si registrano nella notoriamente più fredda pianura padana.
Vista la sua specificità, la parola "maccaja" è entrata nella terminologia nautica e meteorologica, in particolare per le zone prospicienti il golfo ligure.
Il termine ha assunto nel tempo anche un significato metaforico, indicando un particolare stato d'animo melanconico e cupo.

## Uso nell'arte
- È stato reso celebre in tutta la penisola grazie alla citazione nella canzone del cantautore Paolo Conte Genova per noi, nel verso che recita: «macaia, scimmia di luce e di follia, foschia, pesci, Africa, sonno, nausea, fantasia».
- Cristiano De André nella canzone Notti di Genova tratto dall'album Sul confine del 1995 recita: «Genova apriva le sue labbra scure / al soffio caldo della macaia».
- Max Manfredi nella canzone Tra virtù e degrado tratta dall'album L'intagliatore di santi del 2001 recita: «[...] ansia o macaia nella zona buia di un angiporto [...]».
- Federico Sirianni nella canzone Caldo da impazzire tratta dall'album Onde Clandestine del 2002 recita «[...] e questo cielo denso di macaia».
- Maccaia (1991)[2] è anche il titolo del primo album dei compositori genovesi Pivio e Aldo De Scalzi.
- Compare nei titoli dei libri di Bruno Morchio (pubblicato da Il Sole 24 Ore nella collana Noir Italia) e di Simone Pieranni (Genova macaia, Laterza)[3] nonché nella commedia dialettale genovese "Sotto a chi tocca" di Luigi Orengo, resa celebre dall'interpretazione di Gilberto Govi.
- Infine, il termine ricorre anche nei componimenti in genovese, come ad esempio alcuni testi di canzoni di Fabrizio De André (Sidùn).

## In Italiano
Nel 2022 il Dizionario Zingarelli di Italiano riporta il sostantivo "macaia" tra le nuove voci.